# Użur
Użur (ros. Ужур) – miasto w azjatyckiej części Rosji, w Kraju Krasnojarskim, centrum administracyjne rejonu użurskiego.
Miasto położone jest nad rzekami Użurka i Czerniawka, 339 km od Krasnojarska. Założone w 1760, status miasta od 1953 roku.
W Użurze urodził się polski duchowny zielonoświątkowy Kazimierz Sosulski.